# 이온 오버맨
이온 오버먼(Ion Overman, 1976년 11월 9일 ~ )은 미국의 배우이다.
로스앤젤레스에서 태어났다.

## 출연 작품
- 메리 키스마스 (2015년)
- 터널 비젼 (1995, Tunnel Vision)
- 마디아 감옥가다 (2009년)
- 팻 걸즈 (2006년)
- 리틀 리차드 (2000년)
- 워킹 데드: 해병 묵시록 (1995, The Walking Dead)

### 텔레비전
- 더 영 앤 더 레스트리스 (2005)
- 두 남자와 1/2 (2007) - 비키 역
- 고스트 위스퍼러 (2008)